# 李庭桂 (1914年)
李庭桂（1914年5月—1997年8月22日），男，直隶（今河北）藁城人，中华人民共和国政治人物，曾任中共贵州省顾问委员会副主任，第四、五、六届全国人大代表，中华诗词学会顾问。